# Daniel Teixeira
Daniel Madeira Caetano Teixeira (Lisboa, 5 de novembro de 1995) é um contabilista e político português. Atualmente, desempenha as funções de deputado à Assembleia da República,Vice-Presidente do Grupo Parlamentar e Vogal da Direção Nacional da Juventude CHEGA.

## Deputado à Assembleia da República

### XVI Legislatura da República Portuguesa
A 10 de março de 2024, foi eleito deputado à Assembleia da República pelo CHEGA, pelo círculo eleitoral de Setúbal. Apesar de ter passado despercebido pela maioria dos órgãos de comunicação social ao destacarem os deputados com menos de 30 anos da Assembleia da República, Daniel Teixeira é o terceiro deputado jovem do grupo parlamentar do CHEGA na XVI Legislatura. Dessa forma, junta-se a Rita Matias e a Madalena Cordeiro como os deputados jovens do partido.

### XVII Legislatura da República Portuguesa
A 18 de maio de 2025, foi re-eleito deputada à Assembleia da República pelo CHEGA, pelo círculo eleitoral de Setúbal, sendo nomeado vice-presidente do Grupo Parlamentar

## Resultados eleitorais

### Eleições legislativas
| Data | Partido | Partido | Círculo eleitoral | Posição     | CI.     | Votos          | %              | +/-                                  | Status | Notas | Ref   |
| ---- | ------- | ------- | ----------------- | ----------- | ------- | -------------- | -------------- | ------------------------------------ | ------ | ----- | ----- |
| 2024 |         | CH      | Setúbal           | 4.º (em 19) | 2.º     | 102 077        | 20,31 / 100,00 | 11,28                                | Eleito |       | [ 1 ] |
| 2025 | 1.º     | CH      | Setúbal           | 4.º (em 19) | 129 569 | 26,38 / 100,00 | 6,07           | Vice-Presidente do Grupo Parlamentar | Eleito | [ 8 ] |       |